# Enrique Ostos
Enrique Ostos Luzuriaga (* 22. März 1918 in Mexiko-Stadt; † nach 1938), auch bekannt unter den Spitznamen El Chamaco (dt. Der Junge) bzw. El Licenciado (dt. Der Akademiker), war ein mexikanischer Fußballspieler auf der Position eines Stürmers.

## Laufbahn
Ostos sammelte seine ersten fußballerischen Erfahrungen in der Jugendmannschaft eines mexikanischen Hauptstadtvereins namens Lusitania. Nachdem Rafael Garza Gutiérrez, langjähriger Trainer und Gründer des heutigen Rekordmeisters Club América, auf Ostos aufmerksam geworden war, nahm er ihn in seinen Verein auf, wo Ostos zunächst in der zweiten Mannschaft spielte, aber schnell den Sprung in die erste Mannschaft schaffte.
Insgesamt spielte Ostos sieben Jahre lang für den Club América, mit dem er in der Saison 1937/38 den mexikanischen Pokalwettbewerb gewann. Im Finale gegen den Real Club España geriet América bei eigener 2:1-Führung arg in Bedrängnis durch die Españistas, die mit Nachdruck auf den Ausgleich drängten. Inmitten dieser Drangphase gelang Ostos zehn Minuten vor Spielende mit einem sehenswerten Treffer der 3:1-Endstand, wodurch América den ersten Pokaltriumph seiner Vereinsgeschichte feiern durfte.
Bereits im Alter von 24 Jahren beendete Ostos seine Laufbahn aus finanziellen Gründen, weil er bei seiner anderen Tätigkeit mehr als doppelt so viel verdiente wie durch das Fußballspielen.

## Erfolge
- Mexikanischer Pokalsieger: 1938